# Vandijkophrynus robinsoni
Vandijkophrynus robinsoni és una espècie d'amfibi que viu a Namíbia i Sud-àfrica.
Està amenaçada d'extinció per la pèrdua del seu hàbitat natural.